# Mohammed Alaoui
Mohammed Alaoui (in arabo محمد العلوي‎?; Fès, 1º gennaio 1944) è un ex cestista marocchino.

## Carriera
Con il Marocco ha disputato i Giochi olimpici di Città del Messico 1968.